# Martin Madan
Martin Madan (1726 - 2 mai 1790) est un avocat, membre du clergé et écrivain anglais, connu pour sa contribution à la musique méthodiste, " The Lock Hospital Collection ", et plus tard pour des opinions controversées sur le mariage exprimées dans son livre Thelyphthora.

## Biographie
Il est le fils de Judith Madan (née Cowper), la poétesse, et du colonel Martin Madan, et fait ses études à la Westminster School, et à Christ Church, Oxford, où il obtient son diplôme en 1746. En 1748, il est admis au barreau et mène pendant quelque temps une vie très décomplexée. Il change ses habitudes en entendant un sermon de John Wesley. Il entre dans les ordres sacrés et est nommé aumônier du London Lock Hospital. Il est étroitement lié au mouvement méthodiste calviniste soutenu par la comtesse de Huntingdon et est de temps en temps prédicateur itinérant. Il est un cousin germain du poète William Cowper, avec qui il a une correspondance sur des questions religieuses.
En 1767, de nombreux commentaires négatifs sont suscités par son soutien à son ami Thomas Haweis dans une controverse découlant de la possession par ce dernier de la vie de l'église All Saints, Aldwincle, Northamptonshire. Madan démissionne de son aumônerie et se retire à Epsom.
Il épouse Jane Hale, fille de l'éminent juge Sir Bernard Hale (en) et de sa femme Anne Thoresby. Ils ont cinq enfants. Le portrait de Jane est peint par Allan Ramsay. Elle meurt en 1794.

## Œuvres
En 1760, Martin Madan publie pour l'Hôpital de l'Ecluse la première édition du recueil de Psaumes et Hymnes Extraits de divers Auteurs. Il en publie 11 éditions, sa dernière en 1787 . De nombreuses modifications de Madan contenues dans ces collections sont devenues d'usage général .
En 1780, Madan soulève une polémique par la publication de son Thelyphthora, ou A Treatise on Female Ruin, dans lequel il préconise la polygamie comme remède aux maux qu'il déplore. Ses arguments sont basés principalement sur l'autorité scripturaire ; mais son livre provoque de nombreuses réponses en colère. Parmi eux l'"Anti-Thelyphthora" de son cousin germain, le poète William Cowper, qu'il publie de manière anonyme. Un récit fictif de cet événement peut être lu dans The Winner of Sorrow, un roman de 2005 sur le poète de Brian Lynch.
Dix-neuf attaques contre le traité de Madan sont répertoriées par Falconer Madan dans le Dictionary of National Biography .
Parmi ses autres travaux, il y a une traduction nouvelle et littérale de Juvenal et Persius (1789).